# Robin Hood (film 2010)
Robin Hood è un film del 2010 diretto e co-prodotto da Ridley Scott e interpretato, nel ruolo del titolo, da Russell Crowe. La sceneggiatura si basa sulla leggendaria figura di Robin Hood, eroe inglese.
Il 12 maggio 2010 il film ha aperto la 63ª edizione del Festival di Cannes ed è stato distribuito in vari paesi europei, Italia compresa.
Il 14 maggio 2010 è uscito in Regno Unito e Stati Uniti.

## Trama
1199. Robin Longstride è un nobile e semplice arciere militare inglese, impegnato in Francia nella guerra dopo le crociate, dichiarata dall'Inghilterra per tornare in possesso dei propri feudi plantageneti che erano rimasti in Normandia e Aquitania. In seguito alla morte in battaglia del re d'Inghilterra Riccardo Cuor di Leone, Robin e tre altri soldati amici suoi (Alan Dale, Little John e Will Scarlett) tentano di ritornare in patria, dopo dieci anni di battaglie all'estero contro i saraceni e i francesi. Lungo la via del ritorno Robin e i suoi amici si imbattono nell'imboscata tesa alla Guardia Reale inglese dallo spietato e sanguinario Sir Godfrey, un nobile inglese in realtà fedele al re di Francia Filippo Capeto, il quale in precedenza gli aveva ordinato di assassinare Riccardo. Subito dopo l'imboscata Godfrey, parlando con una delle vittime ferita mortalmente, il cavaliere e generale Sir Robert Locksley, scopre che il Re è già stato ucciso in battaglia e, all'arrivo di Robin, fugge via. Con lo scopo di ritornare in Inghilterra ricchi e in salute, Robin e i suoi uomini prendono armi e denaro dai cavalieri uccisi nell'imboscata, oltre alla corona da riportare a Londra. Prima di lasciare la scena del massacro, Robin promette al morente Sir Robert di riportare la sua spada al padre, Sir Walter Locksley, a Nottingham.
Arrivati in Inghilterra, Robin (che ha assunto l'identità del defunto Sir Robert) è scelto tra gli altri come il cavaliere che dovrà portare la notizia della morte del Re alla famiglia reale, e assiste alla susseguente incoronazione del fratello minore di Riccardo, il Principe Giovanni. L'arrogante Giovanni, subito dopo essere salito al trono, non mostra pietà nei confronti del suo regno e, consigliato e manovrato da Sir Godfrey, impone nuove tasse per rimpinguare le casse della corona. Godfrey verrà spedito a nord per riscuoterle con ogni mezzo, ma all'insaputa del Re, userà il Decreto Regio per uccidere a tradimento la popolazione, anche i bambini, in modo suscitare il malcontento crescente e scatenare la Prima guerra dei baroni, permettendo così alle truppe francesi di entrare facilmente sulla costa inglese e conquistare il paese senza problemi.
Robin e i suoi compagni sono intanto diretti a Nottingham, dove il vecchio e cieco Sir Walter chiede a Robin di impersonare suo figlio ed erede, per evitare che le terre della famiglia vadano in mano alla corona. La vedova di Locksley, Lady Marion, all'inizio non ha fiducia in Robin, ma presto lo prenderà in simpatia quando l'arciere troverà il modo di evitare che il grano, richiesto dal vescovo di York come tassa, vada allo sceriffo di Nottingham e alla corona. Robin fa anche amicizia con il parroco del paese, Fra Tuck, e con dei ragazzi fuorilegge che vivono felici nella vicina foresta di Sherwood. Grazie alle sue azioni Robin conquista la fiducia e il rispetto della popolazione di Nottingham e Sir Walter lo vede veramente come se fosse suo figlio; Godfrey tuttavia viene a sapere che Robin non è Locksley e, conscio del fatto che la tenuta di Sir Walter è senza eredi, decide di impadronirsene.
Nel frattempo, le azioni di Godfrey suscitano l'ira dei baroni del nord che si mettono in marcia verso Re Giovanni, con lo scopo di richiedergli una carta dei diritti, per i nobili come loro. Una volta saputo dell'inganno di Godfrey, e dovendo affrontare l'imminente invasione francese, il Re accetta la carta per farsi amare e spodesta Godfrey ovunque si trovi. Nottingham, intanto, è messa a ferro e fuoco dagli uomini di Godfrey, il quale cattura lo sceriffo e uccide Sir Walter. Il saccheggio viene interrotto dal ritorno di Robin e dei baroni che, finita la battaglia, interrogano un francese prigioniero e vengono a sapere quando e dove sbarcherà il Re Filippo. Longstride, intanto, ricorda anche il perché crebbe adottato da altri: molti anni prima Godfrey stesso, incappucciato da boia al servizio del defunto re inglese Enrico II, uccise con i propri uomini il padre di Robin, onesto scrittore epigrafico, quando suo figlio aveva otto anni e aveva visto il padre morire per aver scritto la stessa carta dei diritti che avrebbe limitato i poteri della corona; tra i firmatari del documento, oltre ad altri baroni, c'era anche Sir Walter. Robin ritrova il documento sulla piazza dove era stato lasciato in segreto e lo presenta a tutti come la futura Magna Charta Libertatum
L'invasione dei Francesi sulla costa sud dell'Inghilterra, davanti alle bianche scogliere di Dover, avviene prima del previsto. Le truppe francesi vengono a contatto con l'esercito inglese e alla battaglia finale, alla quale partecipano pure Robin, Marion, Giovanni, Fra Tuck, Little John, Will Scarlett, Alan A'Dale e lo Sceriffo. Gli inglesi vincono la battaglia, durante la quale Robin, per salvare Marion, affronta e poi uccide Godfrey, mentre stava tentando di scappare con il suo cavallo. Re Giovanni chiede a chi si sia arreso Re Filippo, e gli viene risposto che si è arreso a Robin e non a lui, e ciò viene interpretato dal Re come un pericolo per il suo potere.
Alla fine il vile Re, dopo la battaglia, rifiuta di firmare il documento come promesso, suscitando nuovamente le ire dei baroni, e dichiara Robin un fuorilegge. Nonostante ciò, Robin "Hood" si sposa con la bella Marion e si trasferisce nella felice Foresta di Sherwood con lei, Fra Tuck i suoi amici e i ragazzi fuorilegge, formando i Merry Men della Foresta di Sherwood, la sua banda di fuorilegge buoni.

## Produzione
A febbraio 2009 il titolo viene cambiato in Robin Hood e a Crowe viene affidata la parte del protagonista Robin.
Il film era originariamente stato concepito con il titolo Nottingham e la storia avrebbe dovuto incentrarsi sulla figura dello sceriffo, con Crowe scritturato per interpretarlo. In un secondo periodo di sviluppo, però, la sceneggiatura è stata riscritta e il progetto riavviato.

### Sviluppo
Robin Hood nasce da uno spec script di Ethan Reiff e Cyrus Voris intitolato Nottingham venduto alle case cinematografiche Universal Studios e Imagine Entertainment nel gennaio 2007 per una decina di milioni di dollari.
La sceneggiatura originale presentava un aspetto diverso della storia sempre narrata, incentrandosi sulla figura di un simpatico sceriffo di Nottingham alle prese con un Robin Hood rappresentato più brigante che virtuoso eroe, entrambi coinvolti in un triangolo amoroso con la bella Lady Marian.
Il 18 febbraio 2009 il progetto intitolato Nottingham è stato sostituito da Robin Hood dallo stesso regista durante un'intervista a MTV. Scott ha spiegato che il film non sarà dedicato allo Sceriffo di Nottingham (come precedentemente rumoreggiato), ma a Robin Hood, spiegando la crescita del protagonista durante gli anni trascorsi a Nottingham.

### Regia
Alla regia è stato confermato Ridley Scott in aprile, inizialmente speranzoso di produrre il film indipendentemente con il suo studio cinematografico e la 20th Century Fox e per questo avviò gli accordi preliminari per il passaggio dei diritti cinematografici.
Scott ha iniziato a lavorare al film dopo Body of Lies e lo sciopero degli attori e sceneggiatori. Il regista ha dichiarato di non essere compiaciuto delle precedenti versioni cinematografiche e di apprezzare Robin Hood: un uomo in calzamaglia di Mel Brooks, poiché presenta una figura di Robin divertente.

### Cast
Il primo attore a essere confermato nel film fu Russell Crowe: l'attore era stato inizialmente scritturato e assunto per la parte dello sceriffo di Nottingham, cui era incentrata la sceneggiatura originale, con un contratto d'assunzione di 20 milioni di dollari contro il 20% degli incassi cinematografici lordi. Quando il progetto Nottingham era ancora in funzione, Ridley Scott aveva pensato di affidare la parte di Robin Hood a Christian Bale che, secondo lui, sarebbe stato perfetto. Sienna Miller firmò per interpretare Lady Marian, mentre Vanessa Redgrave e William Hurt erano in trattative per essere nel film.
L'11 gennaio Sienna Miller, che doveva interpretare Lady Marian, ha lasciato improvvisamente il cast. Indiscrezioni sostengono che ci siano stati numerosi scontri con Russell Crowe e il resto del cast.
A sostituire Sienna Miller, il regista ha affidato la parte di Lady Marian a Cate Blanchett. La notizia è stata annunciata su Variety il 26 febbraio 2009. Per il ruolo di Little John la produzione ha scelto Kevin Durand, mentre Danny Huston interpreta Riccardo Cuor di Leone, in una versione più "storica" dei precedenti adattamenti del personaggio popolare. L'attrice Eileen Atkins è entrata ufficialmente nel cast nel ruolo di Eleonora d'Aquitania. Lo sceriffo di Nottingham, che doveva essere interpretato da Russell Crowe e doveva essere il protagonista della prima sceneggiatura è interpretato da Matthew Macfadyen.
Per quanto riguarda gli altri interpreti, Max von Sydow è stato confermato nel ruolo del suocero di Lady Marian, Bronson Webb nel ruolo di Jimoen, Oscar Isaac nel ruolo del Principe Giovanni, e infine Alan Doyle (Allan A'Dayle), Léa Seydoux (Principessa Isabella) e Mark Addy, Fra Tuck.
Russell Crowe è stato inserito nel cast dopo una serie di valutazioni in quanto ritenuto inizialmente un po' troppo avanti negli anni per un personaggio giovane e scattante come Robin Hood. Crowe si è interessato al personaggio per oltre 10 mesi, studiando molti testi e libri sulla leggenda, in modo da rappresentare nel modo più fedele e migliore possibile il brigante; si è anche allenato al tiro con l'arco per 4 mesi, sino ad arrivare a mirare e centrare un bersaglio da una distanza di 45 metri.

### Riprese
A causa del cambiamento di sceneggiatura, le riprese del film sono state rinviate a marzo 2009. Il 25 marzo la Universal Pictures ha annunciato ufficialmente l'inizio delle riprese del film in Inghilterra.

## Promozione
Il primo teaser trailer era stato distribuito il 15 dicembre 2009, insieme a immagini inedite dei protagonisti. Il trailer italiano era uscito invece il 23 dicembre 2009.

## Distribuzione

### Data di uscita
Il 12 maggio 2010 il film ha aperto la 63ª edizione del Festival di Cannes ed è stato distribuito in vari paesi europei, Italia compresa. Dal 14 maggio 2010 è esordito nelle sale cinematografiche di Regno Unito e Stati Uniti d'America.

### Doppiaggio italiano
Luca Ward, la voce ufficiale di Crowe ha doppiato solo il trailer del film. Non ha potuto ultimare il film in seguito all'infortunio durante il programma L'isola dei famosi. È stato sostituito da Fabrizio Pucci, altra voce ricorrente di Russell Crowe. Nel film del 1991 Robin Hood - Principe dei ladri Luca Ward prestava la voce al protagonista, interpretato da Kevin Costner e Fabrizio Pucci al personaggio di Guy di Guisborne (Michael Wincott); anche Gianni Musy, che qui doppia Max von Sydow nel ruolo del padre adottivo di Robin, aveva già prestato la sua voce nel film del 1991, doppiando in quel caso proprio il padre del protagonista.

## Accoglienza

### Incassi
Nel week-end d'esordio nelle sale nordamericane il film ha incassato 36063385 $. In totale, a fronte di un budget di 200 milioni di dollari, la pellicola ha incassato 105269730 $ in Nord America e 216400011 $ nel resto il mondo, per un totale di 321669741 $. In Italia ha incassato circa 11,1 milioni di euro.

## Riconoscimenti
- 2011 - Screen Actors Guild Award
  - Candidatura per le Migliori controfigure
- 2011 - Saturn Award
  - Candidatura per il miglior film d'azione/di avventura
  - Candidatura per i Migliori costumi a Janty Yates
- 2011 - Satellite Award
  - Candidatura per i Migliori costumi a Janty Yates
- 2011 - People's Choice Award
  - Candidatura per il miglior film d'azione
- 2011 - Scream Award
  - Candidatura per la miglior attrice in un film fantasy a Cate Blanchett
- 2010 - Teen Choice Award
  - Candidatura per il miglior film d'azione/di avventura
  - Candidatura per il miglior attore in un film d'azione/di avventura a Russell Crowe
  - Candidatura per la miglior attrice in un film d'azione/di avventura a Cate Blanchett
- 2010 - Visual Effects Society
  - Candidatura per i migliori effetti visivi a Richard Stammers, Allen Maris, Jessica Norman e Max Wood
- 2011 - Alliance of Women Film Journalists
  - Candidatura per il remake che non si sarebbe dovuto fare
- 2011 - ASCAP Award
  - Top Box Office Films a Marc Streitenfeld
- 2011 - Art Directors Guild
  - Candidatura per la miglior scenografia
- 2010 - International Film Music Critics Award
  - Candidatura per la miglior colonna sonora per un film d'azione/di avventura/thriller a Marc Streitenfeld